# Март Поом
Март Поом е естонски футболен вратар. Шест пъти е избиран за футболист на годината в страната. През 2003 получава юбилейна награда на УЕФА за най-добър естонски футболист в последните 50 години.

## Кариера
Започва кариерата си в Талина Ловид. След това става титулярен вратар на Спорт Талин. След разпадането на съветския съюз Март се пробва в чужбина с екипа на финландския КуПС. На 3 юни 1992 дебютира за националния отбор на Естония в мач срещу Словения. Там той изиграва само 9 мача и на следващия сезон преминава във Флора Талин. През 1993 преминава в швейцарския Вил за 150 000 паунда. Там естонецът изкарва едва половин сезон. В лятото на 1994 е привлечен във втородивизионния Портсмут. Вратарят не успява да се наложи в „помпи“ и е даден под наем на Флора. През зимата на 1996 преминава в Дарби Каунти за 500 000 паунда. на 5 април 1997 дебютира срещу Манчестър Юнайтед. В тази среща Дарби побеждава с 3:2. Оттогава естонецът е твърд титуляр в състава на „овните“. През сезон 1997/98 Дарби завършват на 9 място, а Март става вратар на годината във висшата лига. На следващия сезон той получава много травми, но отборът му завършва на 8 място в шампионата. През 2002 Дарби изпадат, но въпреки това вратарят остава. Интерес към него има от Евертън, но през ноември 2002 е взет под наем от АФК Съндърланд. Черните котки го купуват през януари следващата година за 2,5 млн. паунда. През по-голямата част от сезона естонецът е контузен и дебютира чак през април 2003. В края на сезона Съндърланд изпадат. На следващия сезон в Първа английска дивизия е твърд титуляр. В плейофите за влизане във висшата лига Март вкарва и единственият гол в кариерата си. Той е срещу бившият му тим Дарби Каунти. След това попадение получава прякорът си „Пооминатора“. След този силен сезон играчът е измъчван от травма с коляното и е извън игра около 10 месеца. Поом записва едва 11 мача през сезона, но печели първото издание на Чемпиъншип със Съндърланд. На 31 август 2005 е взет под наем от Арсенал. По време на наема той не записва нито един мач. На 8 ноември 2006 играе в Карлинг къп срещу Евертън. На 13 май 2007 запипсва мач в първенството - срещу Портсмут. През май 2007 преминава в Уотфорд. Ветеранът започва сезона като титуляр, но е изместен от Ричард Лий. На следващия сезон Поом отново е титуляр, но получава травма, която го вади за 6 месеца. В крайна сметка Поом решава да сложи край на кариерата си.